# Cleve Moler
Cleve Barry Moler es un matemático estadounidense y programador de ordenador que se especializa en análisis numérico. Fue uno de los autores de LINPACK y EISPACK, bibliotecas de Fortran para informática numérica. Inventó MATLAB, un paquete de informática numérico, para dar su alumnado en la Universidad de Nuevo México acceso fácil a estas bibliotecas sin escribir Fortran. En 1984, cofundó MathWorks con Jack Poco para comercializar este programa.
Recibió su grado bachiller del Instituto de California de Tecnología en 1961, y un Ph.D. de la Universidad Stanford, todo en matemáticas.
Fue profesor de matemáticas y ciencias de la computación por casi 20 años en la Universidad de Míchigan, Stanford Universidad, y la Universidad de Nuevo México. Antes de unirse MathWorks por tiempo completo en 1989, él también trabajó para Intel Hypercube, donde acuñó el término «vergonzosamente paralelo». Es también coautor de cuatro libros de texto en métodos numéricos y es un miembro de la Association for Computing Machinery. Fue presidente de la Sociedad para Matemática Industrial y Aplicada 2007-2008.
Fue elegido a la Academia Nacional de Ingeniería el 14 de febrero de 1997. Recibió un grado honorario de la Universidad Linköping, Suecia. Recibió un grado de Doctor de Matemáticas honorario de la Universidad de Waterloo el 16 de junio de 2001. El 30 de abril de 2004 fue nombrado Doctor Honorario (doctor technices, honoris causa) en la Universidad Técnica de Dinamarca. En abril de 2012, la Sociedad de Ordenador del IEEE nombraba a Cleve el receptor del Premio Pionero de Ordenador 2012. En febrero de 2014, IEEE nombró a Cleve el receptor de la medalla John von Neumann del 2014.

## Publicaciones
- Forsythe, George E., Malcolm, Michael A., Moler, Cleve B., Computer Methods for Mathematical Computations, Prentice-Hall Series in Automatic Computation, Prentice-Hall., Englewood Cliffs, N.J., 1977. MR 0458783 ISBN 0-13-165332-6
- Moler, Cleve B., Numerical Computing with MATLAB, Society for Industrial and Applied Mathematics, 2004, ISBN 978-0-89871-560-6